# キ16 (航空機)
キ16は、大日本帝国陸軍が計画した輸送機。開発は中島飛行機が行った。実機は製作されていない。

## 概要
1935年（昭和10年）頃に陸軍から中島へ開発が指示され、研究が行われた輸送機。燃料を前線基地まで輸送した後に、そのまま地上で戦闘機などに燃料を補給する「燃料補給機」であるとも、人員・資材の輸送を任務とする大型輸送機であるとも言われる。陸軍が輸送機に対して明確な方針を定めていなかった影響もあって、計画は中止されている。
中島では当初、高翼単葉・中島「寿」空冷星型9気筒エンジン双発の新規設計機として計画を進めていたが、中島で国産化が進められていたDC-2輸送機を改造した機体へと変更された。燃料補給機としてのキ16の設計は、胴体内のタンクにそれぞれ燃料2,400 L、滑油200 Lを搭載でき、相手が戦闘機であれば6機同時に給油を行うことが可能なものだった。